# Ana Rezende
Ana Maria de Rezende Versiani dos Anjos (São Paulo, 19 de marzo de 1983) es una directora de cine y guitarrista de la banda brasileña de indie electrónico, Cansei de Ser Sexy.
Fue la responsable de la dirección del primer video musical de Cansei de Ser Sexy, Off The Hook, filmado en la residencia de Adriano Cintra y Carolina Parra, y es, también, la otra mitad del dúo MeuKu junto a su compañera de Cansei de Ser Sexy, Luiza Sá.